# Oļegs Aleksejenko
Oļegs Aleksejenko (ur. 12 czerwca 1961) – łotewski piłkarz występujący na pozycji pomocnika.

## Kariera klubowa
Aleksejenko karierę rozpoczynał w 1982 roku w Daugavie Ryga, grającej w drugiej lidze radzieckiej. W 1983 roku przeszedł do pierwszoligowego Dynama Mińsk, z którym w tym samym roku zajął 3. miejsce w lidze. Po zakończeniu sezonu 1983 wrócił jednak do Daugavy, w której występował do 1988 roku. W 1989 roku występował w także drugoligowym Fakiele Woroneż, a w 1990 roku ponownie grał w Daugavie.
W 1991 roku Aleksejenko odszedł do Pārdaugavy Ryga, również występującej w drugiej lidze. W tym samym roku przeniósł się do czwartoligowego klubu RAF Jelgava. W 1992 roku rozpoczął z nim występy w pierwszej lidze łotewskiej. W 1993 roku przeszedł do szwedzkiego trzecioligowca, Gimo IF. W 1994 roku wrócił na Łotwę, gdzie grał w pierwszoligowej Olimpiji Ryga.
Następnie Aleksejenko wyjechał do Hongkongu, gdzie grał w zespołach Frankwell, Golden-Dict oraz Yee Hope Union. W 1998 roku zakończył karierę.

## Kariera reprezentacyjna
W reprezentacji Łotwy Aleksejenko zadebiutował 8 kwietnia 1992 w przegranym 0:2 towarzyskim meczu z Rumunią, a 11 listopada 1992 w zremisowanym 1:1 pojedynku eliminacji Mistrzostw Świata 1994 z Albanią strzelił swojego jedynego gola w kadrze. W latach 1992–1993 w drużynie narodowej rozegrał 13 spotkań.